# Sylgylyr
Il Sylgylyr (in russo Сылгылыр?) è un fiume della Russia siberiana orientale (Sacha-Jacuzia), affluente di sinistra dell'Amga (bacino idrografico della Lena).
Ha origine e scorre lungo la periferia orientale delle Alture della Lena in direzione meridionale; sfocia nell'Amga a 811 km dalla foce. Il basso corso corre parallelo a quello dell'Ulu. Il fiume ha una lunghezza di 149 km; l'area del suo bacino è di 1 920 km². Il fiume gela da metà ottobre sino alla seconda metà di maggio. Il maggior affluente (di destra) è il N'albagar (lungo 64 km).